# Clever Ikisikpo
Clever Marcus Ikisikpo (* 27. Dezember 1960) ist ein nigerianischer Politiker, der von Mai 2011 bis 2015 Mitglied des nigerianischen Senats war. Er kandidierte für die People’s Democratic Party (PDP) und vertrat den Wahlkreis Bayelsa East im nigerianischen Bundesstaat Bayelsa.

## Leben
Ikisikpo erwarb einen Bachelor-Abschluss in Pädagogik an der Universität Port Harcourt. Er wurde zum Mitglied des Bayelsa House of Assembly gewählt und bekleidete dieses Amt von 1999 bis 2003. Vor seiner Wahl in den Senat war Ikisikpo zweimal Bundesabgeordneter für den Wahlkreis Ogbia, gewählt im Jahr 2003 und erneut im Jahr 2007. Im Repräsentantenhaus war er Mitglied der Ausschüsse für Haushaltsmittel, Armee, Notfall- und Katastrophenmanagement, Erdölressourcen (DownStream), Erdölressourcen (UpStream) und Bauarbeiten.
Im Februar 2010 wurde berichtet, dass Ikisikpo als Vorsitzender des Ausschusses für Erdöl (Downstream) in einen Streit mit Sanusi Barkindo, dem geschäftsführenden Direktor der Nigeria National Petroleum Corporation (NNPC), verwickelt war. Im Oktober 2010 erklärte Ikisikpo, dass es im Land keine Treibstoffknappheit mehr geben werde, da das Parlament in Zusammenarbeit mit Präsident Goodluck Jonathan das Kartell, das bis dahin die Verteilung kontrolliert hatte, endgültig zerschlagen habe. Die Treibstoffknappheit wurde 2022 ausführlich untersucht.